# Istituto italiano di tecnologia

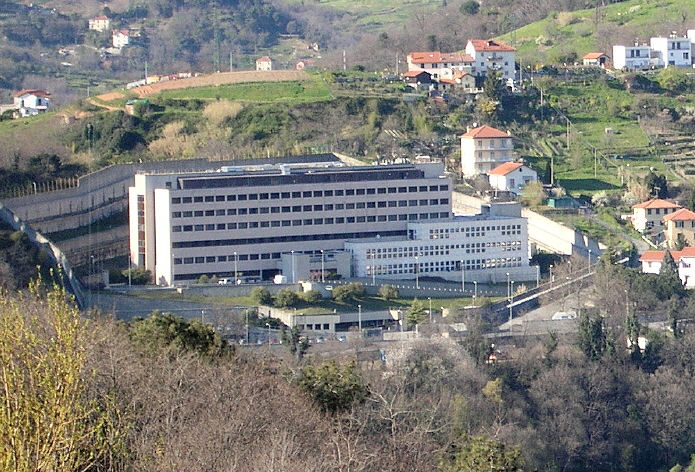
Istituto italiano di tecnologia – Hauptsitz in Genua

Das Istituto italiano di tecnologia (IIT; „Italienisches Institut für Technologie“) ist eine 2003 gegründete und seit 2005 aktive außeruniversitäre Forschungseinrichtung Italiens mit Hauptsitz in Genua. Träger des IIT ist eine vom italienischen Staat eingerichtete Stiftung. Schwerpunkte der wissenschaftlichen Tätigkeit des IIT sind die Robotik, die Nanotechnologie, Neurowissenschaften und Informatik. Es unterhält Forschungszentren bei diversen italienischen Universitäten und eine beim Massachusetts Institute of Technology in den USA. Die Zahl der wissenschaftlichen und sonstigen Mitarbeiter beläuft sich auf rund 1800 (Stand 2021).